# 29361 Botticelli
29361 Botticelli è un asteroide della fascia principale. Scoperto nel 1996, presenta un'orbita caratterizzata da un semiasse maggiore pari a 2,2880374 UA e da un'eccentricità di 0,0926634, inclinata di 6,24361° rispetto all'eclittica.
L'asteroide è dedicato a Sandro Botticelli, celebre pittore rinascimentale.